# Extramuralisering
Extramuralisering is het streven om buiten de muren van een intramurale instelling (waar iemand opgenomen wordt) gelijkwaardige zorg te bieden, bijvoorbeeld in de eigen woning (thuiszorg). Steeds vaker willen ouderen, die behoefte hebben aan (intensieve) verzorging of verpleging zelfstandig blijven wonen. De zorgsector speelt hierop in door een passend aanbod te creëren.
Bij de extramurale verzorgingshuiszorg gaat het om een combinatie van verzorging, verpleging, psychosociale ondersteuning, aangevuld met het gebruik van voorzieningen en diensten die in het verzorgingshuis aanwezig zijn. Dit betekent dat niet alle zorg naar de oudere gebracht wordt, maar dat in een aantal situaties de oudere van voorzieningen in het verzorgingshuis gebruikmaakt. Het doel is om zelfstandig wonende ouderen met een verzorgingshuisindicatie zodanig zorg te bieden, dat een verhuizing naar een intramurale situatie kan worden uitgesteld of worden voorkomen. 
Een aantal kenmerken van extramurale zorgverlening zijn:
- Het is bedoeld voor ouderen met een verzorgingshuisindicatie.
- De te bieden zorg is 24 uur per dag en 7 dagen per week beschikbaar.
- In principe wordt dezelfde zorg – en dienstverlening als aan verzorgingshuisbewoners aangeboden.
- De zorgverlening wordt geboden zowel op afspraak als op afroep.
- Er wordt een individueel zorgpakket samengesteld en vastgelegd in een zorgovereenkomst.
- De zorgaanbieder staat voor de continuïteit en de coördinatie van de afgesproken zorg en dienstverlening.